# Expresivita genu

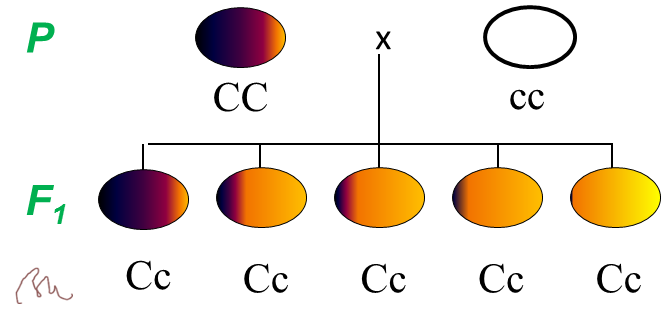
expresivitu genu ovlivňuje i jeho dominantnost či recesivnost, popř. i specifický typ dominance

Pojem expresivita genu vyjadřuje rozdíly v síle, s jakou se určitý genotyp projevuje ve fenotypu. Variabilní expresivita genu říká, že tentýž (parciální) genotyp se u různých jedinců žijících v různých prostředích může do fenotypu promítnout různě silně. Podobně jako pojem penetrance tedy nahrazuje neznámé nebo příliš složité vztahy uvnitř genotypu a mezi genotypem a prostředím. Krom toho zde mohou být zohledněny i další faktory, třeba odlišná síla exprese genu v různých obdobích života (například u geneticky podmíněné Huntingtonovy choroby míra exprese vadného genotypu roste s věkem – tj. zhoršuje se s věkem). Zjednodušeně lze tedy říci, že rozdíl mezi penetrancí a expresivitou je ten, že penetrance určuje, zda se daný genotyp vůbec projeví ve fenotypu a pokud ano, tak expresivita označuje míru tohoto projevu.